# Припрема и тема психолошких истраживања
Почетак сваког истраживања је одлука истраживача да се бави извесним проблемом. Разлози за бирање неке теме могу бити разнолики. У психологији су истраживања емпиријског карактера, тако да је неопходно да се тема сузи, конкретизује и прецизира да би се могло приступити емпиријском истраживању.
Обухватнија решења су резултат већег броја појединачних прилога, дакле низ истраживања више истраживача у оквиру исте теме. Наука је у великој мери кооперативан процес.

## Информације о истраживању
Истраживачу на располагању морају бити различити извори информација о теми којом се бави. Постоје различите врсте информација и степени њихове директности.
Било шта да се истражује најчешће се не полази „од нуле“, тј. велика је вероватноћа да већ постоје претходни радови са истом или бар сличном темом. Другим речима, истраживач треба да се упозна са релевантном емпиријом (које су чињенице у дотичној области до тада утврђене), као и теоријом (која су објашњења понуђена). Ново знање се надограђује на старо као допуна или као критика. 
Ако истраживачи не познају довољно постојеће стање у области којом се баве, ризику да нехотице понављају нешто што је већ урађено, већ превазиђене дилеме, да се ослањају на застареле или оповргнуте теорије, или да користе поступке који су се већ испоставили као неодговарајући.

### Врсте извора информација

#### Студије психологије
Студије су основни извор информација за студенте. Велики број истраживања описан је на предавањима и у уџбеницима. Међутим, садржај градива у оквиру студија не може да покрије све што се истраживало у оквиру психологије. Студије пружају само основна, уводна сазнања из скоро свих психолошких области, с тим што су у различитим областима та сазнања у различитој мери продубљена.

#### Књиге
Постоји велики број књига из свих области психологије у којима се приказују резултати различитих истраживања. Мали број постојећих психлошких књига је објављен на српском језику. За усавршавање је потребно познавање неког од светских језика, а највећи број литературе је штампан на енглеском језику. Неке од књига на српском језику су писане врло добро, али неке су написане површно и сензационалистички и не представљају поуздан извор информација.

#### Медији
Информације о истраживањима у психологији се понекад приказују у штампи и телевизији. Квалитет и поузданост ових информација варира и зависе од стручног знања аутора који их припремају.

#### Јавна предавања
Оваква предавања се одвијају на факултетима или на јавним трибинама. На њима учествују по позиву, домаћи и страни предавачи који говоре о најразличитијим појавама.

#### Саопштења на стручним скуповима
Истраживачи из многих научних области често организују скупове на којима излажу у облику предавања, резултате својих новијих истраживања. Постоје општи скупови на којима се излажу радови из свих области психологије, као и знатно многобројнији специјализовани скупови који се односе на уже области психологије.

#### Научни часописи
Најважнији извор информација о истраживањима поред саопштења на скуповима јесу научни часописи. Прилози научним часописима су највећим делом оригинални радови, који представљају релативно детаљан извештај о неком истраживању или групи истраживања. Објављивањем у часопису информације постају доступне и каснијим истраживачима.

#### Остали извори
Кратке информације о многим психолошким истраживањима и темама могу се наћи у психолошким речницима. Психолошке енциклопедије и приручници садрже корисне прегледне чланке. Зборници су књиге које садрже чланке већег броја аутора који са различитих аспеката сагледавају једну заједничку тему. Библиографије су спискови чланака и књига које су посвећени некој теми. Интернет, где се поред обиља чланака, могу пронаћи информације о бројним психолошким темама.

## Директност извора информација
Најдиректнији извори су примарни, то јест оригинални извори. Примарни извори се објављују у научним часописима и зборницима. Мање директни извори су секундарни извори, који су састављени на основу примарних извора, као што су прегледни радови. Аутор таквог чланка проучава примарне изворе и приказује их у свом раду. Постоје и терцијарни извори који су састављени на основу секундарних извора. Најпопуларнији терцијарни извори су уџбеници.
Постоје још индиректнији извори информација, попут дневне штампе.